# Overdrive (techniek)

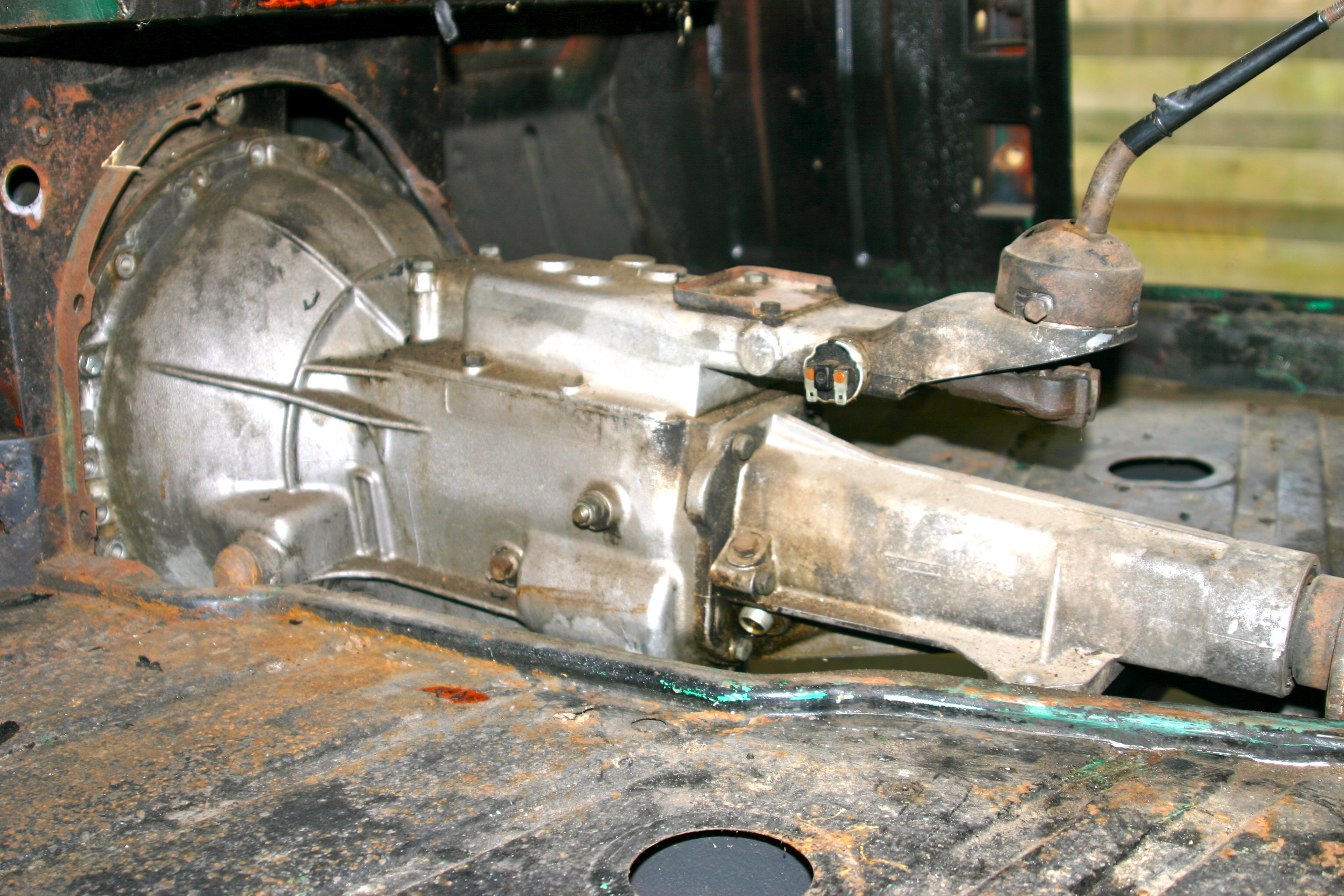
Versnellingsbak zonder elektrohydraulische overdrive (let op het dunne staartstuk onder de pook)

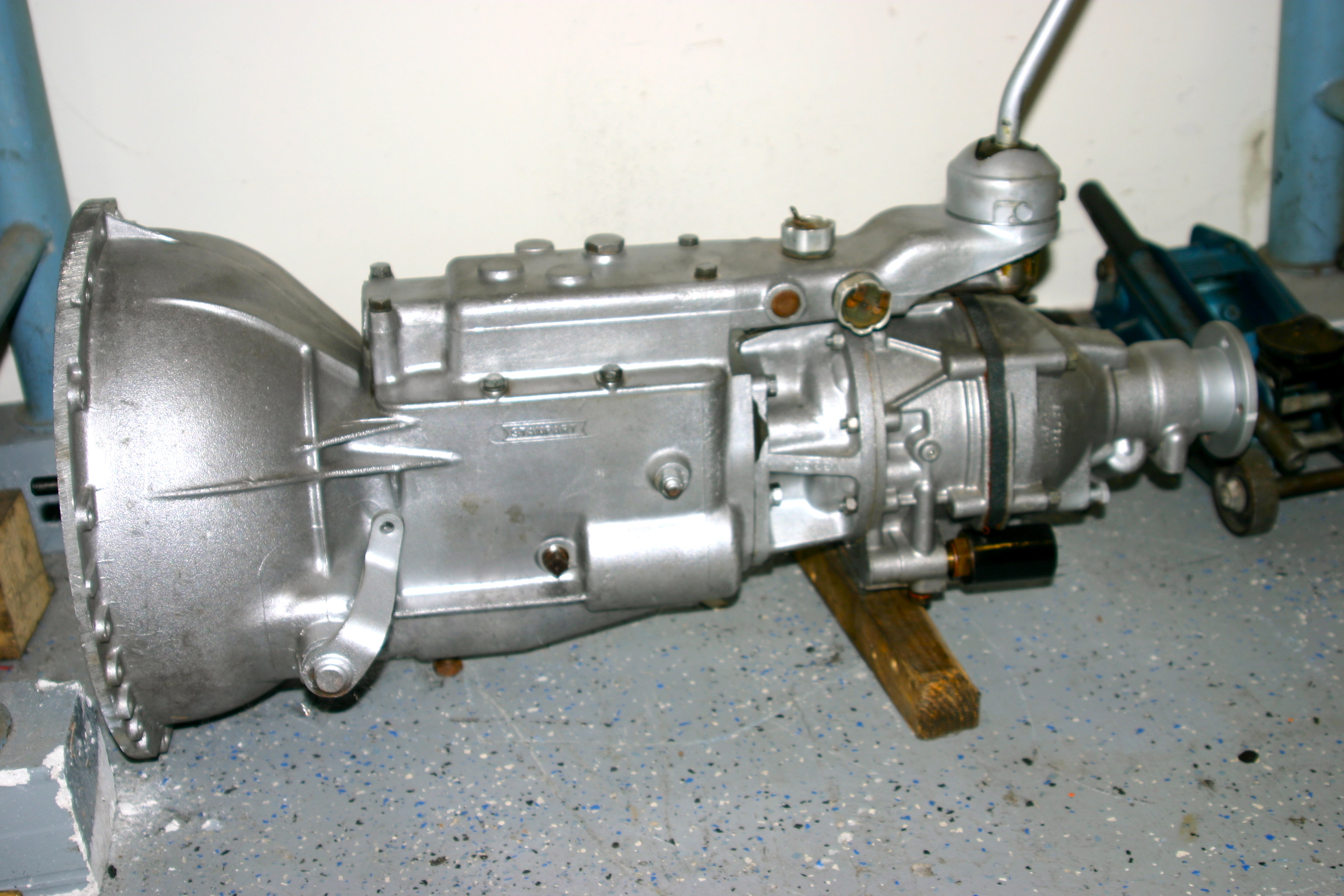
Dezelfde versnellingsbak met elektrohydraulische overdrive (Hierbij is te zien dat het het op de bovenstaande foto aangebouwde staartstuk vervangen is door een extra tandwielhuis)

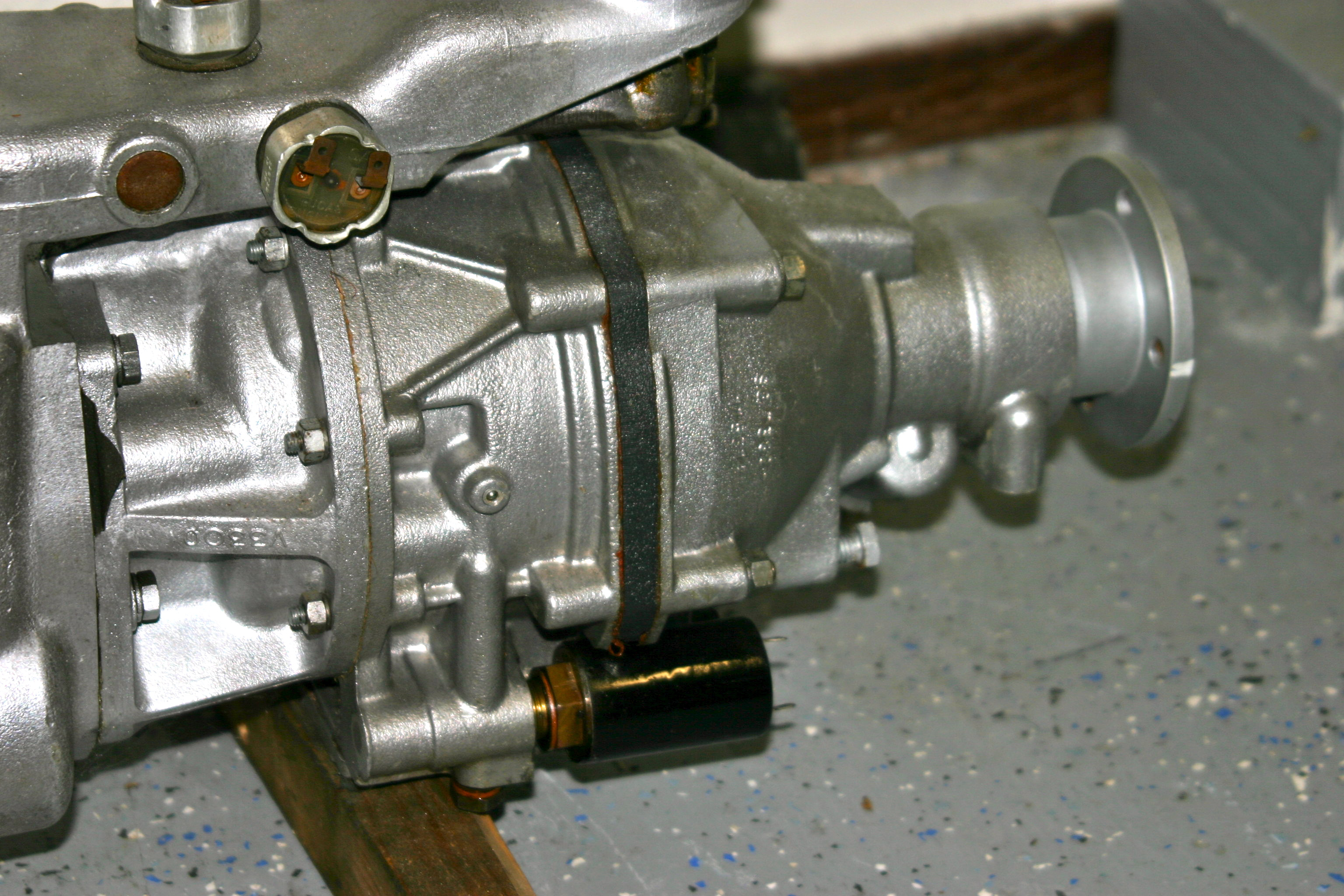
Laycock de Normanville "J type" Overdrive-unit

Een overdrive is een versnelling van een auto of motorfiets.

## Algemeen
Een overdrive is een systeem waarbij de cardanas (wielzijde van de versnellingsbak) sneller draait dan de krukas (motorzijde). De betekenis laat zich eenvoudig afleiden uit het amper gebruikte Nederlandstalige 'overversnelling'. Dit kunnen de hoogste versnellingen zijn bij auto's met vijf of meer versnellingen of een apart systeem naast de versnellingsbak. Een overdrive wordt gebruikt als het voertuig op snelheid gekomen is om:
- het motortoerental te verlagen (grotere levensduur van de motor)
- het geluidsniveau te verminderen
- brandstof te besparen

De overdrive heeft als nadeel dat het koppel sterk vermindert waardoor trekkracht verloren gaat. Hierdoor is de topsnelheid mét overdrive soms lager dan de topsnelheid één versnelling lager.
De overdrive is de enige echte versnelling in een versnellingsbak. Het is namelijk de enige overbrenging die ervoor zorgt dat de cardanas (wielzijde) sneller draait dan de krukas (motorzijde). Bij alle andere overbrengingsverhoudingen draait de cardanas langzamer dan de krukas en dat zijn dus vertragingen. De uitzondering hierop is de één-op-één-verbinding, die ook wel prise directe wordt genoemd.
Eigenlijk is het niet zeer van belang of de cardanas sneller of langzamer draait dan de krukas. Er is immers ook nog een overbrengingsverhouding in het differentieel. Uiteindelijk worden bij de wielen omwentelingen per seconde omgezet in meters per seconde en daarbij kan men niet van versnelling of vertraging spreken.

## Uitvoeringen

### Mechanisch
Tot de jaren 70 van de vorige eeuw werden personenauto's over het algemeen uitgerust met een vierversnellingsbak. Na de oliecrisis gingen de fabrikanten massaal over op vijf versnellingen waarvan de vijfde uitgerust was als overdrive. Het bereiken van het overdrive-effect werd verkregen door het (bij)plaatsen van een extra tandwiel in de versnellingsbak. Nu worden zelfs zes- of zevenversnellingsbakken al toegepast.

### Elektrisch-hydraulisch
Om het overdrive-effect te bereiken bestaat er nog een andere constructie, gebouwd door de firma Laycock de Normanville uit Sheffield. Hierbij is aan de versnellingsbak een extra tandwielhuis gemonteerd waarin zich een koppeling alsmede een epicyclisch tandwielmechanisme bevindt, wat de extra versnelling tot stand brengt. De bediening hiervan geschiedt op een elektrisch-hydraulische manier, veelal met een schakelaar op de versnellingspook of een schakelaar aan de stuurkolom. Het voordeel van dit systeem is dat het overdrive-effect op meer versnellingen van de standaard versnellingsbak toepasbaar is, bijvoorbeeld op zowel de tweede, derde, en de vierde versnelling.
Een overdrive van dit type werd door meerdere (vooral) Engelse automerken én door Volvo in de Volvo Amazon 123 GT, de Volvo 140 /240 serie toegepast.